# Стрейндж, Лютер
Лютер Джонсон Стрейндж (англ. Luther Johnson Strange; род. 1 марта 1953) — американский политик-республиканец. Младший сенатор США от штата Алабама (2017 год).

## Биография
В 1975 году получил степень бакалавра искусств в Тулейнском университете, в 1979 году — степень доктора права в Школе права Тулейнского университета.
В 1981 году принят в коллегию адвокатов Алабамы, занимался юридической практикой в Бирмингеме.
В 1998 году в течение шести месяцев был официально зарегистрированным лоббистом компании Transocean Ltd., занимаясь регулированием её отношений с государственными органами в вопросах бурения морских нефтяных скважин в Мексиканском заливе (позднее этим бурением занялась компания Deepwater Horizon).
С 2011 года — генеральный прокурор Алабамы. В этом качестве координировал действия штатов США побережья Мексиканского залива в совместном иске к British Petroleum после взрыва нефтяной платформы Deepwater Horizon в 2010 году. Кроме того, возглавлял политику сопротивления 25 штатов плану развития «чистой энергетики» (Clean Power Plan), предложенному администрацией президента Барака Обамы, который предполагал принятие мер к сокращению выброса парниковых газов. В этот же период в Алабаме была начата процедура импичмента губернатора Роберта Бентли, но в конце 2016 года Стрейндж обратился к комитету Сената штата с просьбой приостановить процесс.
9 февраля 2017 года губернатор Бентли назначил Стрейнджа сенатором от Алабамы ввиду вступления его предшественника Джеффа Сешнса в должность генерального прокурора США, и в этот же день Стрейндж принёс присягу. Исполняющей обязанности генпрокурора Алабамы стала Элис Мартин, получившая известность благодаря серии антикоррупционных расследований в штате с начала 2000-х.
18 апреля 2017 года губернатор Алабамы Кэй Айви, вступившая в должность после вынужденной досрочной отставки Бентли, назначила дополнительные выборы в Сенат США на 12 декабря 2017 года.
26 сентября 2017 года во втором туре предварительных выборов республиканцев Стрейндж проиграл Рою Муру право представлять партию на досрочных выборах, получив 45,4 % голосов.
3 января 2018 года принёс присягу и вступил в должность победитель выборов — демократ Даг Джонс, а полномочия Стрейнджа были прекращены.

## Личная жизнь
Стрейндж известен под прозвищем «Большой Лютер» — его рост составляет около 7 футов (порядка 210 сантиметров); в университете он был звездой баскетбольной команды.